# فرناندو ألبرتو دوس سانتوس كاردينال
فرناندو ألبرتو دوس سانتوس كاردينال (بالبرتغالية: Cardinal‏) (26 يونيو 1985 في البرتغال - ) هو لاعب كرة الصالات ‏ ولاعب كرة قدم برتغالي في مركز الهجوم. شارك مع منتخب البرتغال الوطني لكرة قدم الصالات. أما مع النوادي، فقد لعب مع نادي ريو أفي و وAD Jorge Antunes ‏ وInter FS ‏ وMFK CSKA Moscow ‏ وBoavista F.C. (futsal) ‏ وAR Freixieiro ‏.

## وصلات خارجية
- فرناندو ألبرتو دوس سانتوس كاردينال على موقع الاتحاد الدولي (مؤرشف)  (الإنجليزية)